# Интали (Мактааральський район)
Интали́ (каз. Ынталы) — село у складі Мактааральського району Туркестанської області Казахстану. Адміністративний центр сільського округу Жолдабая Нурлибаєва.
До 2008 року село називалося Кизилту.
Населення — 2050 осіб (2021; 1944 у 2009, 1699 у 1999, 950 у 1989).